# Kósa (szőlőfajta)
A Kósa egy hazai nemesítésű, korai érésű csemegeszőlőfajta. Szegedi Sándor és munkatársai állították elő 1963-ban Póczik III és a Korai piros keresztezésével.

## Leírása
Újabb nemesítésű, állami elismerésben 2000-ben részesült. A fajtaösszetételben szerepe napjainkban nem jelentős.
Tőkéje: középerős növekedésű, nem túl sűrű vesszőzetű.
Fürtje: nagy (308 g), laza, szárnyas vagy vállas, bogyói közép-nagyok, gömbölyűek, húspirosak.
Érési időszak:igen korai érésű fajta, augusztus második dekádjában fogyasztható. Kiegyenlítetten és bőven terem (12-14 t/ha). 
Érzékenység: Talaj iránt nem igényes, viszonylag fagytűrő. A kocsánya nem törik, bogyója pergésre nem hajlamos, nem rothad. Hosszúmetszést igényel.